# Oskar Ulmer
Oskar (Carl Theodor Oscar) Ulmer (* 17. April 1883 in Karlsruhe; † 4. Oktober 1966 in Berlingen TG) war ein deutscher Komponist und Pianist der Spätromantik und der Moderne. Oskar Ulmers Werk ist in der spätromantischen Tradition komponiert. Das Werk besteht hauptsächlich aus Klavierliedern, ferner aus Orchesterliedern, kleineren Werken für Orchester, Chorkompositionen und Opern. 
Ulmers Nachlass befindet sich in der Musikabteilung der Zentralbibliothek Zürich.